# Acide carminique
« E120 » redirige ici. Pour les autres significations, voir E120 (homonymie).

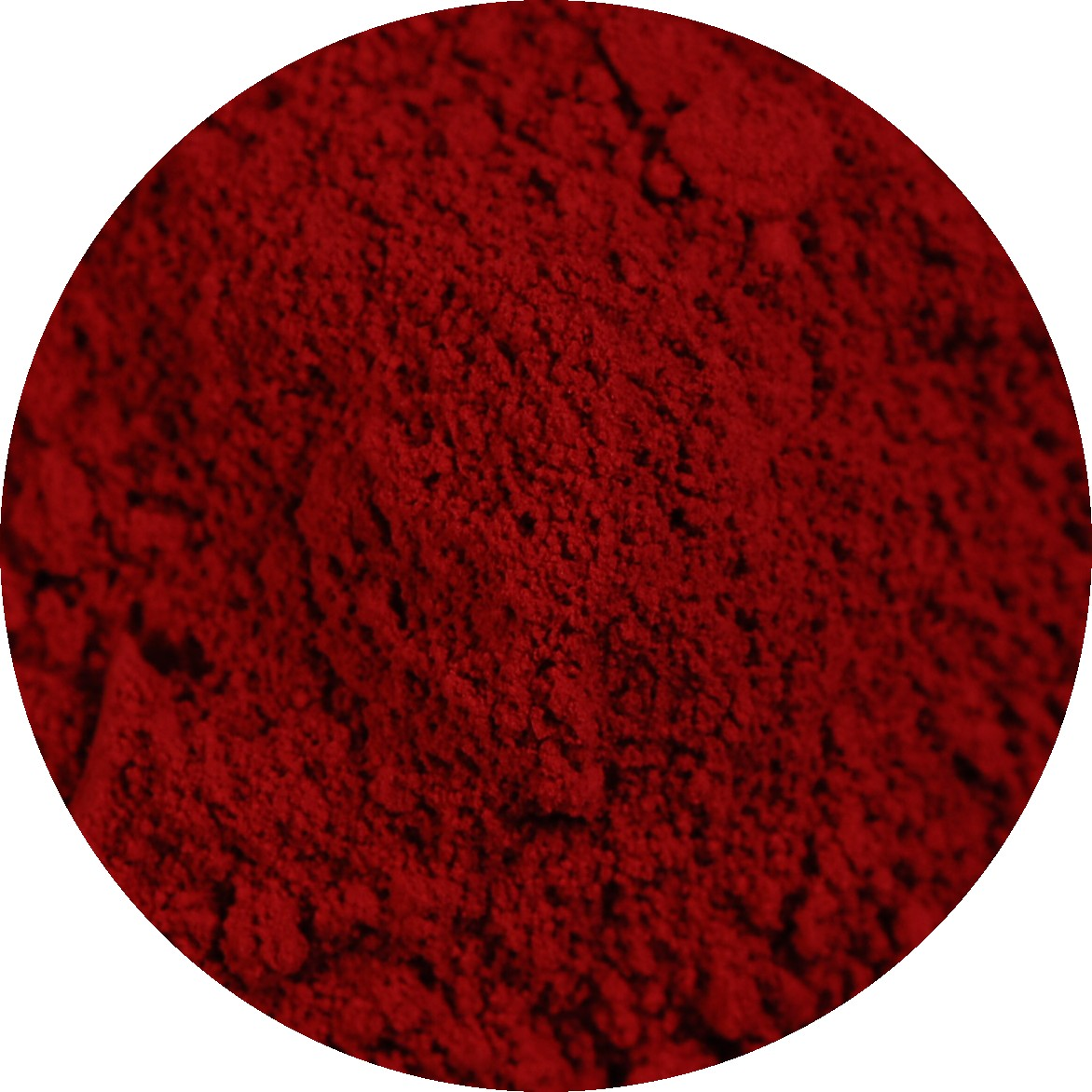
Échantillon de pigment carmin.

L’acide carminique est un colorant anthraquinonique de couleur rouge, naturellement présent chez certaines cochenilles (ex : Dactylopius coccus ou Kermes vermilio). Cette substance permet à ces insectes de se protéger des prédateurs. L'acide carminique est l'agent colorant du carmin. Sa formule chimique est C22H20O13.
La première production d'acide carminique synthétique par des chimistes organiciens remonte à 1991.
Le code E120 désigne un colorant alimentaire rouge basé sur l'acide carminique et le carmin.

## Propriétés
- pH : 1,6 (10 g·L-1, 20 °C)

## Production
La première production synthétique d'acide carminique par des chimistes organiciens remonte à 1991.

## Utilisation
L'acide carminique rendu insoluble par mordançage est le pigment carmin, utilisé pour la peinture.
L'acide carminique peut servir à doser le bore en solution entre 1  et   10 mg·l-1.
L'acide carminique est comestible mais n'est pas un nutriment. Il est autorisé comme colorant alimentaire. Le code E120 regroupe les extraits de cochenille, l'acide carminique, le pigment carmin.

## Colorant alimentaire
Le code E120 désigne dans l'Union européenne le colorant alimentaire rouge basé sur l'acide carminique et le carmin, autorisé pour la liste restrictive de produits alimentaires qu'indique le Codex Alimentarius.
Non toxique, l'additif acide carminique est autorisé dans l'alimentation, mais il exclut du label Bio  les produits qui en contiennent. On en trouve principalement dans la charcuterie et les confiseries.
Les études de toxicité avaient conclu à une dose journalière admissible 5 mg par jour et par kilo de masse corporelle. L'Autorité européenne de sécurité des aliments a effectué une nouvelle évaluation, publiée en 2015. Elle n'a trouvé aucune toxicité de l'acide carminique, mais elle note que la dose journalière admissible porte sur l'acide carminique pur, alors qu'il ne constitue en moyenne que la moitié de la masse de l'additif alimentaire E120, dans lequel il est généralement associé à des résidus, dont l'effet, notamment allergisant, n'a pas été rigoureusement exploré. La nouvelle évaluation réduit donc de moitié la dose journalière admissible, à 2,5 mg par jour et par kilo de masse corporelle. L'estimation de l'exposition de la population, en supposant qu'elle ne soit pas fidèle à une marque particulière, reste inférieure à cette limite.
À la suite des cette réévaluation, la Direction générale de la Concurrence, de la Consommation et de la Répression des fraudes en France a  examiné la composition précise des additifs E120. Elle a détecté, dans presque 1/5 des échantillons, la présence d'acide 4-amino-carminique, non autorisé en Europe, à des doses qui ne remettent cependant pas en cause la sécurité alimentaire. D'autre part, la législation oblige depuis 2014 à indiquer la teneur en aluminium dans le cas où le colorant E120 est un pigment laqué d'aluminium.

## Source
- (en) Allevi, P. et al. 1991. The 1st Total Synthesis of Carminic Acid. Journal of the Chemical Society-Chemical Communications 18:1319-1320